# 美濃加茂バイパス

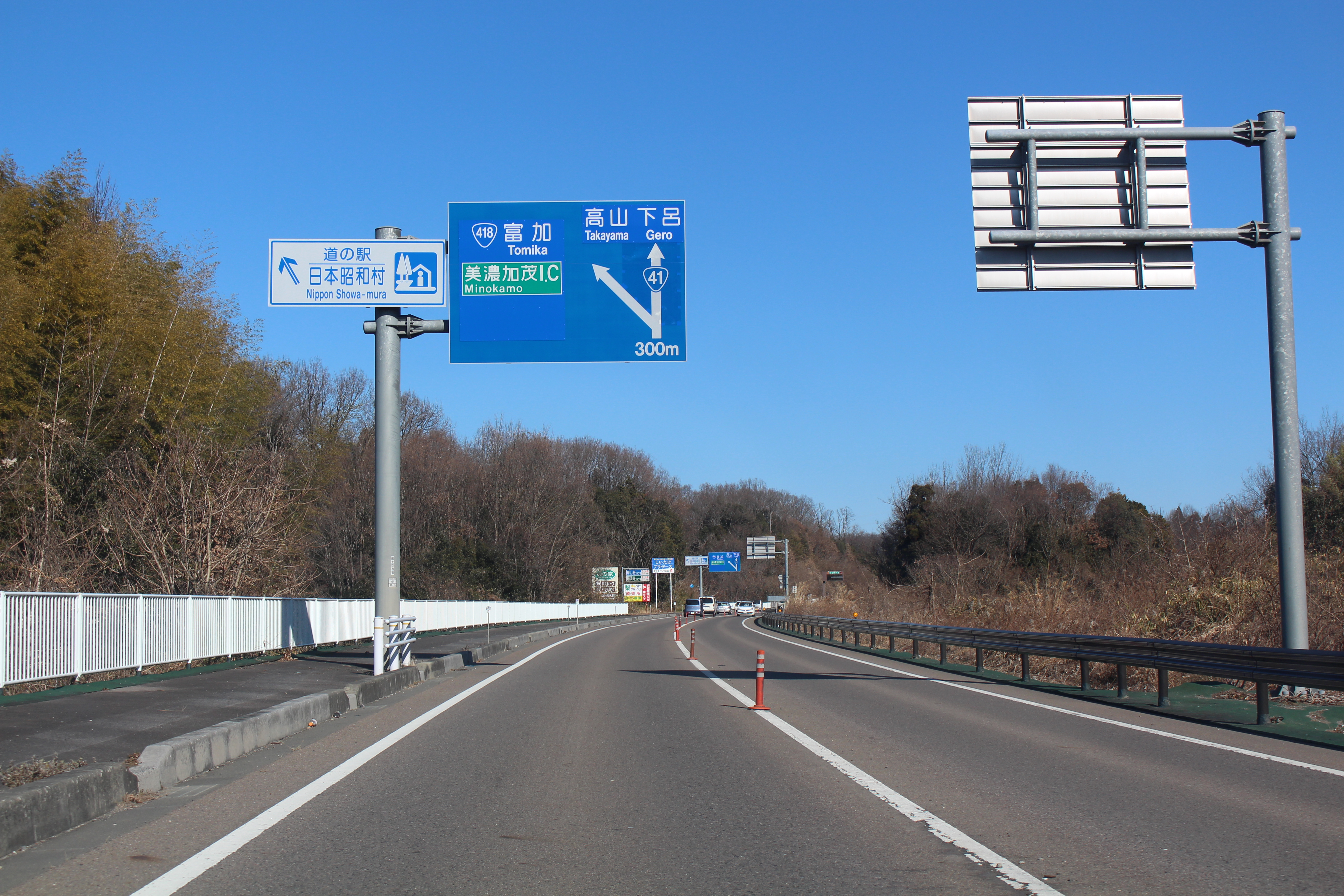
国道41号美濃加茂バイパスの名古屋方面から東海環状自動車道美濃加茂IC、道の駅日本昭和村に接続する地点（2015年1月）

美濃加茂バイパス（みのかもバイパス）は、岐阜県の美濃加茂市太田町から加茂郡川辺町石神までを結ぶ国道41号のバイパスである。

## 概要
沿線の交通渋滞緩和と地域間の連携支援を目的に整備された。
起点では名濃バイパスに接続し、途中で東海環状自動車道美濃加茂IC、道の駅みのかも（ぎふ清流里山公園）に接続している。
美濃加茂ICから加茂郡川辺町の新山川橋北詰までの区間は国道418号と重複している。

### バイパスデータ
- 起点：岐阜県美濃加茂市太田町
- 終点：岐阜県加茂郡川辺町石神
- 延長：L=9.4km
- 規格：第3種第1級
- 設計速度：80km/h
- 道路幅員：（高架部）34.0m、（土工部）25.0m・暫定10.5m
- 車線幅員：3.5m
- 車線数：（本線部）暫定2車線・完成4車線、（側道部）完成2車線

## 沿革
- 1974年（昭和49年）度：事業化・都市計画決定
- 1978年（昭和53年）度：用地着手
- 1980年（昭和55年）度：都市計画決定
- 1983年（昭和58年）度：工事着手
- 1989年（平成元年）3月：美濃加茂市太田町交差点 - 山手町交差点間（L=0.4km）暫定2車線で開通[3]
- 1990年（平成2年）3月：起点である美濃加茂市太田町 - 太田町交差点間（L=0.8km）暫定2車線で開通[3]
- 2001年（平成13年）度：都市計画変更
- 2001年（平成13年）4月：美濃加茂市山手町交差点 - 同市山之上町佐口間（L=2.5km）暫定2車線で開通[3]
- 2004年（平成16年）4月：美濃加茂市山之上町佐口 - 同市山之上町中之番間（L=1.5km）暫定2車線で開通[3]
- 2009年（平成21年）3月20日：美濃加茂市山之上町中之番 - 川辺町石神間（L=3.5km）暫定2車線で開通[4]
- 2012年（平成24年）9月21日：川辺町石神間地内の新山川橋北詰交差点立体化（L=0.7km）が暫定2車線で開通、これにより全線開通[5]
- 2014年（平成26年）3月31日：美濃加茂市太田町 - 同市蜂屋町間（L=0.9km）が4車線化拡幅[6]
- 2017年（平成29年）
  - 3月31日：国道418号の経路変更により、美濃加茂市山之上IC - 川辺町新山川橋北詰間で国道418号と重複する[1]
  - 4月1日：美濃加茂バイパスに並行する国道41号現道が国土交通省から岐阜県へ移管される。現道は岐阜県道371号美濃加茂川辺線となり[1][7]、当バイパスが現道となる。
  - 11月17日：国道418号の経路変更により、美濃加茂IC - 山之上IC間で国道418号と重複する[2]

## インターチェンジなど
| 施設名                                    | 接続路線名                             | 名古屋から （km） | 所在地     |
| ----------------------------------------- | -------------------------------------- | ----------------- | ---------- |
| 国道41号（名濃バイパス） 名古屋・犬山方面 |                                        |                   |            |
| 加茂川町1                                 |                                        | 34.1              | 美濃加茂市 |
| 太田町                                    | 国道21号・国道248号（太田バイパス）    |                   | 美濃加茂市 |
| -                                         | 岐阜県道347号蜂屋太田線                |                   | 美濃加茂市 |
| 美濃加茂IC                                | 東海環状自動車道・国道418号            | 38                | 美濃加茂市 |
| 山之上IC                                  | 岐阜県道348号山之上古井線              | 39.3              | 美濃加茂市 |
| 川辺鹿塩IC                                | 岐阜県道80号美濃川辺線                 | 41.6              | 川辺町     |
| 新山川橋北詰                              | 国道418号・岐阜県道371号美濃加茂川辺線 | 43.5              | 川辺町     |
| 国道41号 高山・下呂方面                   |                                        |                   |            |

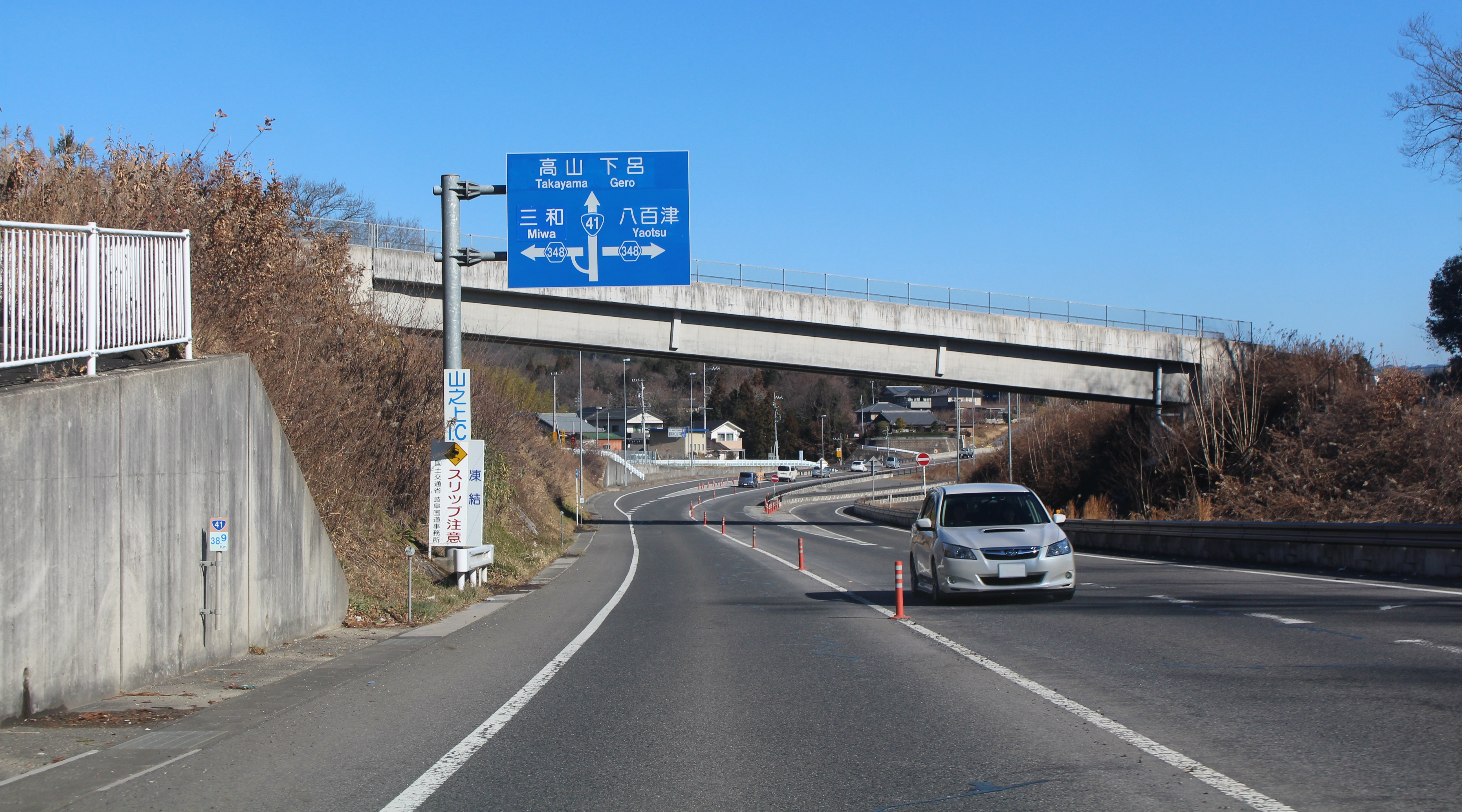
岐阜県道348号山之上古井線に接続する山之上IC
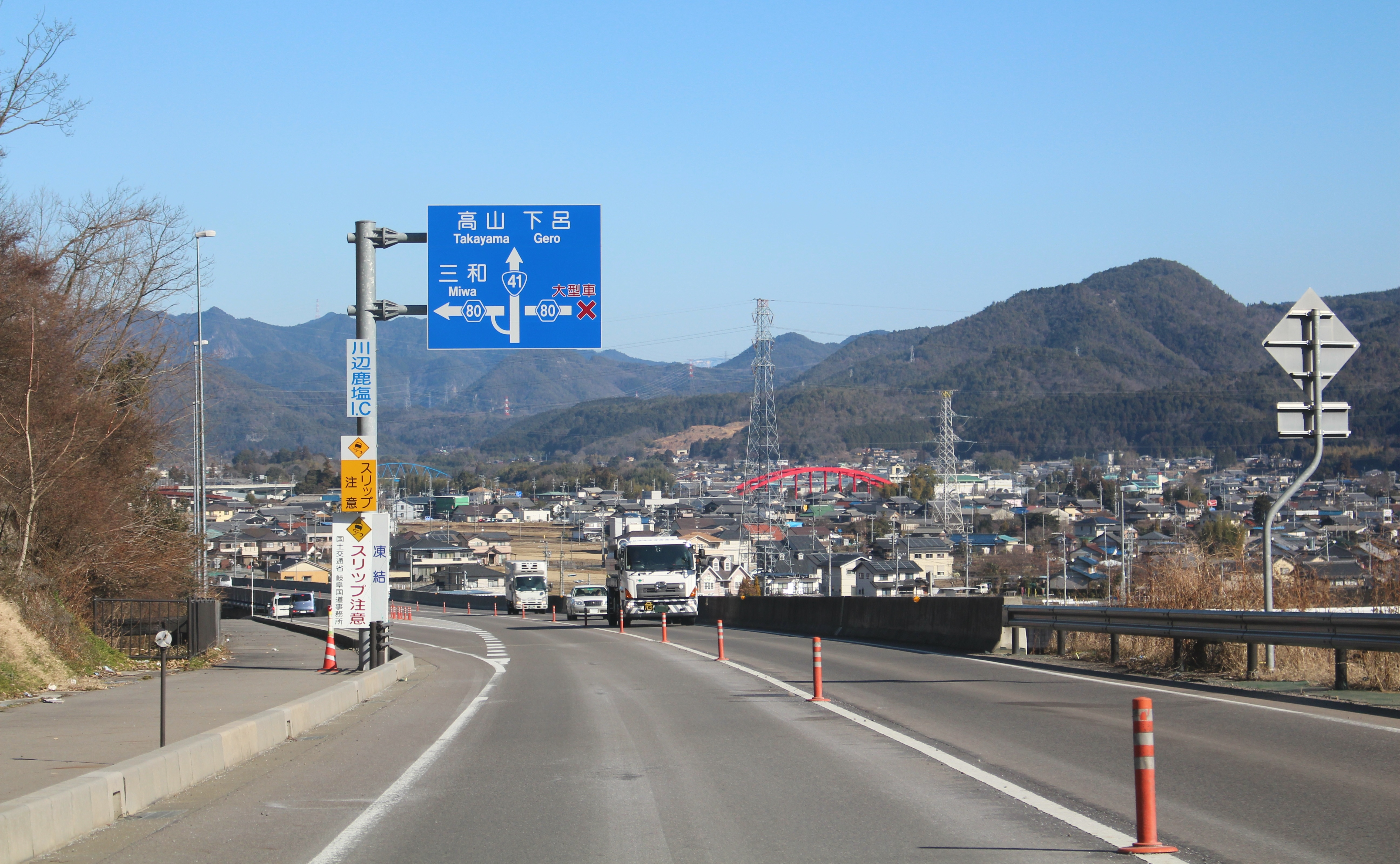
岐阜県道80号美濃川辺線に接続する川辺鹿塩IC

## 交通量
平日24時間交通量（平成17年度道路交通センサス）
- 美濃加茂市蜂屋町 : 5,185

## 関連リンク
- 岐阜県道371号美濃加茂川辺線